# Championnat d'Europe de la montagne 1931
Navigation
1930 1932
Le Championnat d'Europe de la montagne 1931 est la deuxième saison du championnat du même nom organisé par l'Association Internationale des Automobile Clubs Reconnus (AIACR). Cette année, le championnat est remporté par le pilote chilien Juan Zanelli sur voiture de course (RC) et par le pilote allemand Rudolf Caracciola sur voiture de sport (SC).

## Épreuves de la saison
| N° | Épreuve                       | Date         | Pilote vainqueur  | Châssis              | Catégorie | Temps         |
| -- | ----------------------------- | ------------ | ----------------- | -------------------- | --------- | ------------- |
| 1  | Rabassada (Barcelone)         | 17 mai       | Rudolf Caracciola | Mercedes-Benz SSKL   | SC        | 3 min 45 s 43 |
| 2  | Zbraslav - Jíloviště (Prague) | 31 mai       | Rudolf Caracciola | Mercedes-Benz SSKL   | SC        | 2 min 42 s 73 |
| 3  | Kesselberg (Kochel)           | 14 juin      | Juan Zanelli      | Nacional Pescara 2.8 | RC        | 4 min 0 s 2   |
| 4  | Susa - Moncenisio (Turin)     | 5 juillet    | Achille Varzi     | Bugatti T51          | RC        | 16 min 25 s 2 |
| 5  | Shelsley Walsh                | 11 juillet   | Richard Nash      | Frazer Nash 1.5L     | RC        | 43 s 3        |
| 6  | Tatras (Zakopane)             | 16 août      | Rudolf Caracciola | Mercedes-Benz SSKL   | SC        | 5 min 29 s 87 |
| 7  | Mont Ventoux (Avignon)        | 30 août      | Rudolf Caracciola | Mercedes-Benz SSKL   | SC        | 15 min 22 s 0 |
| 8  | Hármashatár (Budapest)        | 20 septembre | Rudolf Caracciola | Mercedes-Benz SSKL   | SC        | 2 min 44 s 76 |

## Classement

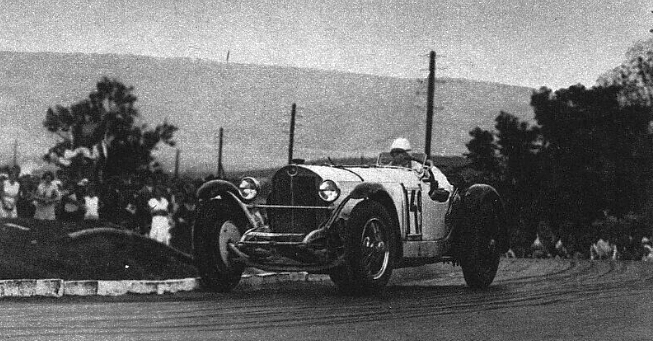
Rudolf Caracciola sur Mercedes-Benz SSKL lors de l'épreuve de Zbraslav-Jíloviště.

Pour se qualifier, chaque concurrent devait participer avec la même marque de voiture à au moins 50 % (4 courses) du total des épreuves organisées. Dans la catégorie des voitures de course seuls deux pilotes étaient éligibles, tandis que dans la catégorie des voitures de sport seul Rudolf Caracciola était éligible.

### Catégorie voiture de course
| Pos. | Pilote                       | Voiture            |   |   |   |   |   |   |   |   | Points |
| ---- | ---------------------------- | ------------------ | - | - | - | - | - | - | - | - | ------ |
| 1    | Juan Zanelli                 | Nacional Pescara   | 4 | 2 | 5 | 2 | 2 | - | 3 | - | 18     |
| 2    | Esteban Tort                 | Nacional Pescara   | 5 | 2 | 1 | - | 2 | - | 1 | - | 11     |
| -    | Max von Arco-Zinneberg (de)  | Austro-Daimler     | - | - | - | - | - | 5 | - | 5 | (10)   |
| -    | László Hartmann              | Bugatti            | - | 2 | - | - | - | 2 | - | 4 | (8)    |
| -    | Heinrich-Joachim von Morgen  | Bugatti            | - | 4 | 4 | - | - | - | - | - | (8)    |
| -    | Hans Stuck                   | Mercedes-Benz SSKL | - | 5 | - | - | - | - | - | - | (5)    |
| -    | Achille Varzi                | Bugatti T51        | - | - | - | 5 | - | - | - | - | (5)    |
| -    | Richard Nash                 | Frazer Nash        | - | - | - | - | 5 | - | - | - | (5)    |
| -    | Albert Divo                  | Bugatti            | - | - | - | - | - | - | 5 | - | (5)    |
| -    | Jiří Kristián Lobkowicz (cs) | Bugatti            | - | 3 | - | - | - | 2 | - | - | (5)    |
| -    | Luigi Fagioli                | Maserati           | - | - | - | 4 | - | - | - | - | (4)    |
| -    | Raymond Mays                 | Villers            | - | - | - | - | 4 | - | - | - | (4)    |
| -    | Stanisław Hołuj (pl)         | Bugatti            | - | - | - | - | - | 4 | - | - | (4)    |
| -    | Marcel Lehoux                | Bugatti            | - | - | - | - | - | - | 4 | - | (4)    |
| -    | Manfred von Brauchitsch      | Mercedes-Benz      | - | - | 3 | - | - | - | - | - | (3)    |
| -    | Ernesto Maserati             | Maserati           | - | - | - | 3 | - | - | - | - | (3)    |
| -    | Carr                         | Bugatti            | - | - | - | - | 3 | - | - | - | (3)    |
| -    | Zdeněk Pohl (cs)             | Bugatti            | - | - | - | - | - | 3 | - | - | (3)    |
| -    | Victor Strasser              | Sylton             | - | - | - | - | - | - | - | 3 | (3)    |

| Couleur | Résultat               | Points |
| ------- | ---------------------- | ------ |
| Or      | Vainqueur              | 5      |
| Argent  | 2e place               | 4      |
| Bronze  | 3e place               | 3      |
| Vert    | Classé                 | 2      |
| Violet  | Abandon                | 1      |
| Blanc   | N'a pas participé (NP) | 0      |

### Catégorie voiture de sport
| Pos. | Pilote             | Voiture            |   |   |   |   |   |   |   |   | Points |
| ---- | ------------------ | ------------------ | - | - | - | - | - | - | - | - | ------ |
| 1    | Rudolf Caracciola  | Mercedes-Benz SSKL | 5 | 5 | 5 | - | - | 5 | 5 | 5 | 30     |
| -    | Florian Schmidt    | Amilcar            | - | 2 | - | - | - | 4 | - | - | (6)    |
| -    | Attilio Marinoni   | Alfa Romeo         | - | - | - | 5 | - | - | - | - | (5)    |
| -    | Ernst Burggaller   | Bugatti            | - | 1 | 4 | - | - | - | - | - | (5)    |
| -    | Otto Spandel (pl)  | Mercedes-Benz      | - | 4 | - | - | - | - | - | - | (4)    |
| -    | Charly Jellen (de) | Bugatti            | - | 3 | - | - | - | - | - | - | (3)    |
| -    | Hilczynski         | Ford               | - | - | - | - | - | 3 | - | - | (5)    |

## Sources
- Résultats sur goldenera.fi
- Résultat sur euromontagna.com
- (en) Hans Etzrodt, « The Golden Era - HILL CLIMB WINNERS 1897-1949 », Part 5 (1931-1936) (consulté le 18 mai 2011)
- (en) Hans Etzrodt, « The Golden Era - HILL CLIMB WINNERS 1897-1949 », Hill Climb Championships (consulté le 16 mai 2011)